# Perszimfansz
A Perszimfansz (Персимфанс, a Первый симфонический ансамбль, „Első Szimfonikus Együttes” rövidítése) a Szovjetunióban, Moszkvában működő, karmester nélküli zenekar volt 1922 és 1932 között. Lev Cejtlin, Auer Lipót egykori növendéke alapította. A kamarazenélés alapjain működő együttes tízéves működése alatt jelentős fellendülést idézett elő a szovjet-orosz hangversenyéletben, míg a sztálini önkényuralom véget nem vetett a sikertörténetnek.
2009-ben a Perszimfansz nevet az orosz Петра Айду (Peter Aidu) multiinstrumentalista zenész és zeneszerző élesztette újra.

## Története

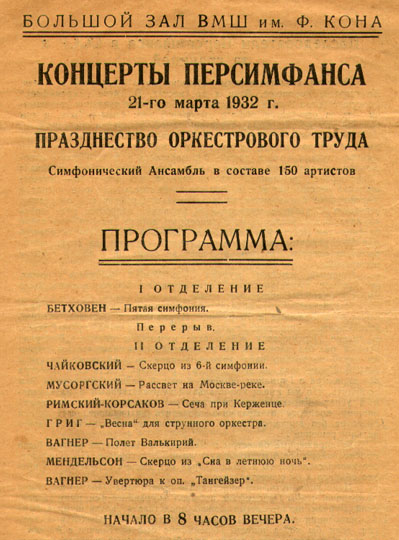
A Perszimfansz 1932-es posztere

A Perszimfansz vezető nélküli működésének elvét az orosz forradalom kollektivista eszméi ihlették. A zenekari próbákon is közösen (kisebb csoportban) döntöttek az interpretáció kérdéseiről. A Perszimfanszban a korszak legnagyobb zenészei fordultak meg – a Bolsoj zenekarának szólistái, a Moszkvai Konzervatórium professzorai és diákjai. A dirigens nélküli zenekar játszott Leningrádban, Kijevben, Voronyezsben, sőt a Szovjetunió határain túl is, Lipcsében, New Yorkban, időnként vendégkarmestert is meghívtak. 1927-ben együtt zenéltek a hazalátogató Prokofjevvel, aki zongoraversenyének előadása után igen elismerően nyilatkozott a zenekar játékának színvonaláról. Ugyanebben az évben a társulat jelentős állami elismerésben (Заслуженный коллектив) részesült. 1928. április 2-án a zenekar előadásában debütált Nyikolaj Mjaszkovszkij 10. szimfóniája, de annak bonyolultsága meghaladta a társulat képességeit.
Az 1920-as évek végére nézetkülönbségek alakultak ki a tagok között, és a sztálini diktatúra ideológiájához is kevésbé illett a vezető nélküli kollektíva ideája. 1933 végén a sztálini diktatúra a Perszimfansz sikereit megelégelve, zenészeinek többségét munkatáborba küldve pecsételte meg sorsát.

## Jelentősége
A Perszimfansz létfontosságú szerepet játszott az 1920-as évekbeli Moszkva kulturális életében, működése későbbi szimfonikus zenekarok és iskolák létrejöttét inspirálta, köztük a Moszkvai Rádió Szimfonikus Zenekarának 1930-as és a Szovjet Állami Szimfonikus Zenekar 1936-os alapítását. A Perszimfansz a Moszkvai Konzervatórium Nagycsarnokában tartott hetenkénti koncertjei rendkívül sikeresek voltak, ezen túl a zenekar gyakran adott elő műveket gyárakban és egyéb intézményekben is. Az előadott repertoár biztos kézzel válogatott és igen kiterjedt volt, klasszikus és kortárs műveket is magába foglalt (magyar vonatkozás: 1928. február 13-án mutatta be az együttes Bartók 1923-as Táncszvitjét).

## Fordítás
- Ez a szócikk részben vagy egészben a Персимфанс című orosz Wikipédia-szócikk ezen változatának fordításán alapul.  Az eredeti cikk szerkesztőit annak laptörténete sorolja fel. Ez a jelzés csupán a megfogalmazás eredetét és a szerzői jogokat jelzi, nem szolgál a cikkben szereplő információk forrásmegjelöléseként.

## Ajánlott irodalom
- Понятовский С. П. Персимфанс — оркестр без дирижера. — М.: Музыка, 2003. ISBN 5-7140-0113-3 (Perszimfansz; karmester nélküli zenekar)